# Muerte de Alekséi Navalni
El 16 de febrero de 2024, el activista de la oposición rusa y preso político Alekséi Navalni, murió en circunstancias sospechosas mientras cumplía una condena de 19 años de prisión en la colonia correccional FKU IK-3, en la aldea de Jarp, Distrito autónomo de Yamalia-Nenetsia, Rusia, Ártico. El Servicio Penitenciario Federal Ruso (FSIN) anunció que el Navalni murió mientras cumplía una condena de 19 años de prisión en la colonia correccional FKU IK-3, en la aldea de Jarp, en Rusia. La portavoz de Navalni, Kira Yármysh, confirmó su muerte al día siguiente y exigió que su cuerpo sea devuelto a su familia lo antes posible, antes de que concluya la investigación rusa sobre su cuerpo. La causa exacta de la muerte no se ha dado oficialmente. Navalni tenía 47 años cuando murió. Antes de su muerte, Navalni fue atendido en el hospital tras quejarse de desnutrición y otras enfermedades debidas al maltrato en prisión.
La muerte de Navalni desató numerosas protestas y mítines en diferentes países, incluida Rusia, donde cientos de manifestantes fueron detenidos. Los funcionarios occidentales y los activistas de la oposición rusa responsabilizan a las autoridades rusas de su muerte, y algunos han acusado a Putin de asesinato.

## Antecedentes

### Intento de asesinato
Alekséi Navalni era considerado uno de los críticos más destacados del presidente ruso Vladímir Putin, ya que denunció la corrupción bajo su régimen. Intentó sin éxito postularse para presidente en las elecciones presidenciales de Rusia de 2018, al negársele hasta nueve veces la inscripción de su partido en el registro de partidos de Rusia.
En 2017, Navalni sufrió lesiones en los ojos tras ser atacado con desinfectante verde por un agresor desconocido. En 2020, Navalni fue envenenado con el agente nervioso Novichok y fue evacuado a Alemania para recibir tratamiento médico.
En 2021, antes de regresar a Rusia, Navalni participó en el rodaje del documental Navalny de Daniel Roher, ganador del Premio Óscar 2022 al mejor documental. En la secuencia final de la película, instó al pueblo ruso a no darse por vencido si lo mataban, diciendo que "significaría que somos inusualmente fuertes en ese momento, ya que decidieron matarme".

### Prisión
En enero de 2021, el presidente estadounidense Joe Biden advirtió a Putin que el arresto y posible muerte de Navalni tendría consecuencias “devastadoras” para Rusia. Fue arrestado bajo cargos de fraude, extremismo y violación de la libertad condicional. El Tribunal Europeo de Derechos Humanos dictaminó el 16 de febrero de 2021 que el gobierno ruso debería liberar a Navalni de inmediato, y el tribunal afirmó que la resolución se tomó "en relación con la naturaleza y el alcance del riesgo para la vida del solicitante".
Tras aprobar las enmiendas a la Constitución de Rusia de 2020, en diciembre de ese año, también se aprobó una serie de leyes que dieron prioridad a la Constitución rusa sobre las decisiones tomadas por organismos internacionales y tratados internacionales. Unos días después, un tribunal de Moscú rechazó la apelación de Navalni y confirmó su sentencia de prisión, sin embargo, redujo su sentencia en seis semanas después de decidir contar su tiempo bajo arresto domiciliario como parte del tiempo cumplido. Otro tribunal condenó a Navalni por difamación contra un veterano de la Segunda Guerra Mundial y le impuso una multa de 850.000 rublos (11.500 dólares).
Durante su encarcelamiento, Navalni tuvo problemas de salud y no recibió atención médica de manera constante.
En diciembre de 2023, fue trasladado de una colonia penal al nordeste de Moscú a la colonia de “régimen especial” IK-3, popularmente llamada Lobo Polar, en Jarp, Distrito autónomo de Yamalia-Nenetsia, en el Extremo Norte ruso. La prisión es conocida por las duras condiciones de los reclusos, incluidos informes de torturas a los reclusos, y según Nóvaya Gazeta está reservada a "delincuentes especialmente peligrosos". El 15 de febrero, un día antes de su muerte, compareció por videoconferencia en una audiencia judicial, durante la cual hizo bromas y parecía gozar de buena salud. En el momento de su muerte, Navalni cumplía una condena de 19 años y se encontraba en régimen de aislamiento por vigésima séptima vez, después de haber pasado un total acumulado de más de 300 días en régimen de aislamiento durante los más de 1.120 días que permaneció en prisión tras su última condena.

## Circunstancias de la muerte
El 16 de febrero, el departamento del Servicio Penitenciario Federal del Distrito autónomo de Yamalia-Nenetsia publicó un comunicado según el cual Navalni perdió el conocimiento después de una caminata. Fue atendido por profesionales médicos de la colonia penitenciaria y se llamó a un equipo médico de urgencia. Refiriéndose a un comunicado de representantes del hospital de la ciudad de Labytnangui, varias agencias de noticias estatales rusas informaron que una ambulancia llegó al lugar en menos de siete minutos y llevó a cabo medidas de reanimación durante más de media hora. Navalni no fue revivido y fue declarado oficialmente muerto a las 2:17 p. m. hora local, y los informes de su muerte aparecieron por primera vez en los medios a las 2:19 p. m. hora de Moscú. Su muerte fue confirmada al día siguiente por su portavoz Kira Yármysh, citando un aviso oficial entregado a su madre, Liudmila Naválnaya. Yármysh también pidió que sus restos fueran devueltos a su familia.
El Comité de Investigación de Rusia anunció “un conjunto de medidas operativas y de investigación” sobre la muerte de Navalni. Es probable que su cuerpo sea enviado de regreso a Moscú para una autopsia, y establecer la causa de la muerte podría llevar varias semanas. La colonia penitenciaria el Lobo Polar afirmó haber enviado el cuerpo de Navalni a la morgue de Salejard, pero no fue encontrado allí. El Comité de Investigación de Rusia informó a la familia que el cuerpo les sería entregado una vez que se determinara la causa de la muerte mediante una investigación; anteriormente les había dicho que la investigación estaba completa. Las autoridades pueden retener legalmente su cuerpo hasta por 30 días. Yármysh afirmó que las autoridades rusas estaban intentando encubrir la verdad sobre su muerte. Según Nóvaya Gazeta, el cuerpo fue llevado primero a Labytnangui y luego a una morgue clínica en Salejard la noche del 16. Su cuerpo mostraba hematomas compatibles con compresiones en el pecho, lo que indica que probablemente intentaron reanimar a Navalni.
Meduza entrevistó a Aleksandr Polupán, un médico que trató el envenenamiento anterior de Navalni. Cuestionó la rapidez de la atención médica, señaló que un coágulo de sangre prominente (una posible causa de muerte afirmada por los medios estatales rusos) no podía verificarse sin una autopsia y dijo que Navalni no tenía condiciones subyacentes que lo pusieran en riesgo de tromboembolismo.
A su madre, Liudmila Naválnaya, le dijeron que había muerto de "síndrome de muerte súbita"; a su abogado le dijeron que la causa de la muerte aún no estaba clara. No existe tal diagnóstico de muerte según la CIE-10, que los médicos rusos deben seguir.
Un recluso de la colonia Lobo Polar notó una actividad muy inusual en la prisión la noche del 15 de febrero, lo que parecía indicar una inspección sorpresa de la prisión. Manifestó que los presos fueron encerrados en sus cuarteles y se realizó un registro en la mañana del 16 de febrero. El prisionero declaró que fue informado de la muerte de Navalni a las 10:00 horas, mucho antes del comunicado de prensa de las 2:00 horas sobre la muerte de Navalni. El prisionero también señaló que los primeros auxilios aparecieron sólo después de que Navalni ya estaba muerto. La interpretación que hizo el prisionero de los hechos fue que Navalni probablemente murió la noche del 15 de febrero y que esto fue una sorpresa para las autoridades penitenciarias. Según el grupo de derechos humanos Gulagu.net, un informe oficial afirma que varias cámaras de la colonia penitenciaria estaban inactivas el 16 de febrero. Gulagu.net interpretó esto como el resultado de que agentes del Servicio Federal de Seguridad (FSB) llegaron a la prisión el 14 de febrero y desactivaron el equipo de monitoreo de audio y video. Gulagu.net afirmó que había hematomas en el cuerpo de Navalni, que el médico forense que realizó la autopsia del cuerpo recibió instrucciones de atribuirlos a que se habían producido post mortem.

## Reacciones

### Rusia
La esposa de Navalni, Yulia Naválnaya, afirmó que todos los responsables de la muerte de su marido "tendrán que rendir cuentas". El 19 de febrero, Yulia aseguró que continuará el trabajo de su marido contra el Kremlin. La madre de Navalni, Liudmila Naválnaya, dijo que "no quería escuchar ninguna palabra de simpatía" y añadió: "Mi hijo fue visto en prisión el día 12. Recibió una visita. Estaba vivo, sano y feliz". María Pévchij, jefa de la junta directiva de la Fundación Anticorrupción fundada por Navalni, dijo que "viviría para siempre en millones de corazones" y afirmó que fue asesinado.
El día que se anunció la muerte de Navalni, el político de la oposición Borís Nadezhdin, que había intentado sin éxito presentar su candidatura para las elecciones presidenciales de Rusia de 2024, calificó a Navalni como "una de las personas más talentosas y valientes de Rusia que he conocido". El partido político de Nadezhdin, Iniciativa Cívica, emitió un comunicado calificando la muerte de Navalni como "un asesinato político". Mijaíl Jodorkovski, un ex oligarca exiliado en Londres, instó a los rusos a votar por Navalni en las elecciones presidenciales de 2024 como forma de protesta. También pidió a las naciones occidentales que declaren ilegítimos el gobierno de Putin, las elecciones presidenciales y sus resultados. Leonid Vólkov, un político de la oposición rusa que vive en Lituania, afirmó: "Si esto es cierto, entonces no 'Navalni murió' sino 'Putin mató a Navalni' y sólo eso". El político opositor exiliado Dmitri Gudkov dijo: "Incluso si Alekséi murió por causas 'naturales', fueron causadas por su envenenamiento y posteriores torturas en prisión. La sangre está en las manos de Putin".
Dmitri Murátov, Premio Nobel de la Paz y editor en jefe del periódico Nóvaya Gazeta, prohibido en Rusia y se edita en Letonia, expresó sus condolencias a la familia de Navalni. Murátov clasificó la muerte como asesinato y añadió: "Alekséi Navalni fue torturado y atormentado durante tres años. Como me dijo el médico de Navalni: el cuerpo no puede soportar tales cosas. A la sentencia de Alekséi Navalni se añadió el asesinato." Oleg Orlov, copresidente de la asociación de investigación histórica y de defensa de los derechos humanos Memorial, ganadora del Premio Nobel de la Paz y prohibida en Rusia, dijo que la muerte de Navalni en prisión fue un "crimen del régimen". El escritor y periodista Mijaíl Zýgar dijo que Navalni "fue nuestro futuro durante mucho tiempo. Ahora ya no tenemos ese futuro." El veterano activista de derechos humanos Lev Ponomariov declaró: "Tenemos que actuar juntos". El escritor ruso Borís Akunin dijo:
"No hay nada más que el dictador [Putin] puede hacerle a Navalni. Navalni está muerto y se ha vuelto inmortal".

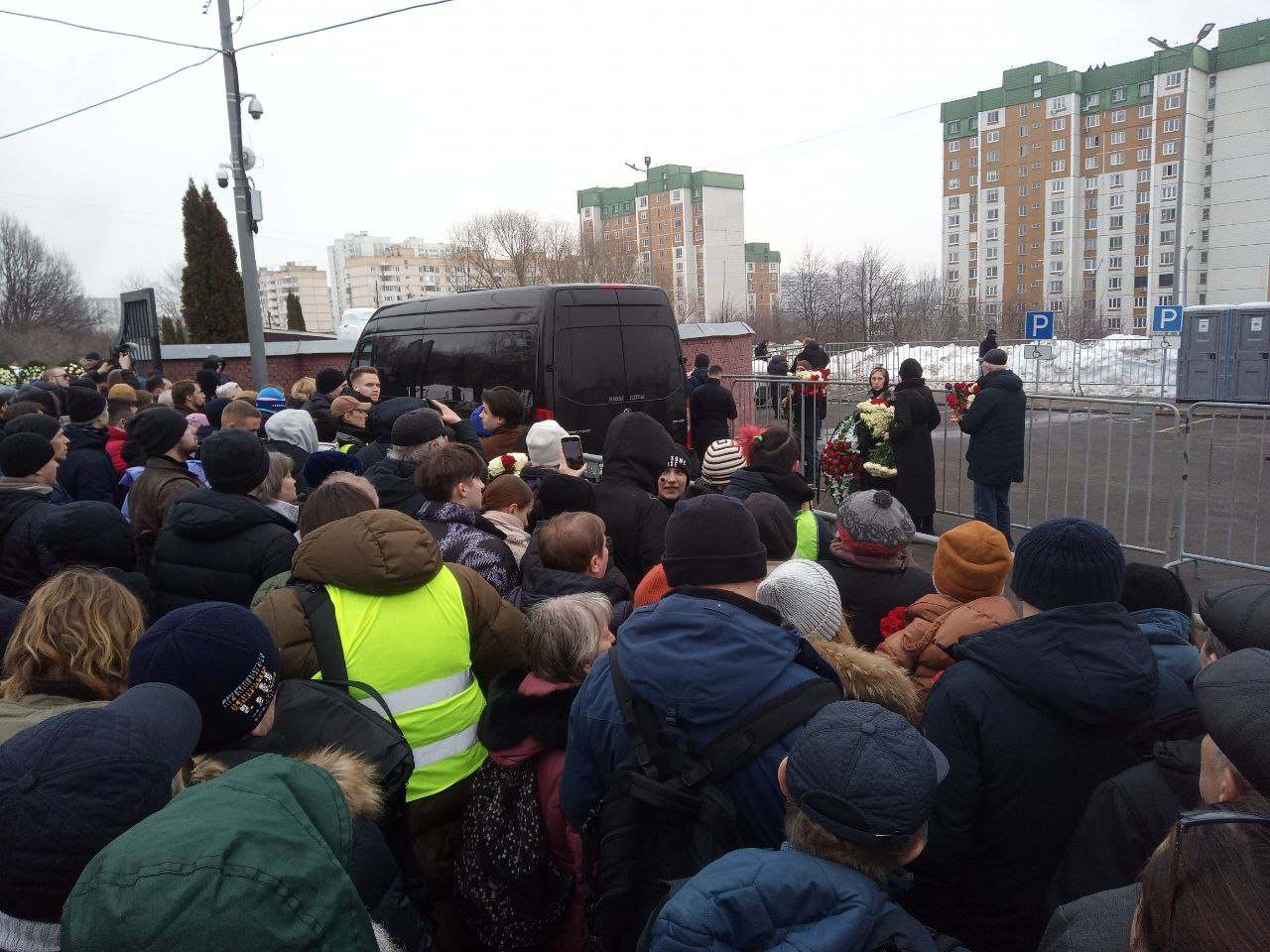
Funeral de Alekséi Navalni.

Uno de los abogados de Navalni, Leonid Soloviov, dijo a Nóvaya Gazeta que Navalni estaba “normal” cuando un abogado lo vio el 14 de enero.
Los rusos comenzaron a llevar flores a los monumentos a las víctimas de la represión política en ciudades de todo el país. Hasta el 17 de febrero, más de 350 personas habían sido detenidas por las autoridades en 36 ciudades por participar en las reuniones, según el grupo ruso de derechos humanos OVD-Info. Entre los detenidos se encontraba un sacerdote que pretendía celebrar una misa por Navalni. En algunas ciudades, se retiraron flores y la policía tomó fotografías de personas depositando flores en memoria de Navalni. La gente depositó flores en la Piedra Solovetski y el Muro del Dolor de Moscú. La Fiscalía de Moscú advirtió a los rusos contra las protestas masivas. La empresa rusa de cartografía digital 2GIS bloqueó las revisiones de los monumentos conmemorativos después de que la gente utilizara el servicio para escribir sobre los monumentos conmemorativos de Navalni.
Según OVD-Info, más de 46.000 personas enviaron llamamientos al Comité de Investigación de Rusia exigiendo la entrega de los restos de Navalni a su familia tras la negativa del Comité de Investigación a hacerlo.

#### Gobierno y autoridades rusas
El portavoz presidencial, Dmitri Peskov, dijo a los periodistas que Putin había sido informado de la muerte de Navalni, aunque Putin no comentó públicamente sobre el asunto durante una reunión en Cheliábinsk. La Dirección del Comité de Investigación del Distrito autónomo de Yamalia-Nenetsia organizó una investigación procesal sobre la muerte. El Servicio Penitenciario Federal también inició inspecciones «de acuerdo con todas las normas aplicables».
El medio de comunicación ruso independiente Agentstvo informó que 30 minutos después del anuncio de la muerte de Navalni, el partido gobernante Rusia Unida emitió un mensaje a sus diputados en la Duma Estatal para "mantenerse estrictamente en línea con la versión del Servicio Penitenciario Federal [o] mejor abstenerse de comentar ". Los medios rusos controlados por el estado brindaron una cobertura mínima de la muerte de Navalni.
En respuesta a la condena internacional por la muerte de Navalni, la portavoz del Ministerio de Asuntos Exteriores, María Zajárova, criticó a los países occidentales por tener "sus conclusiones listas". El propio Peskov describió más tarde las reacciones de los líderes extranjeros como "absolutamente enojadas". El estrecho colaborador de Putin, Viacheslav Volodin, presidente de la Duma Estatal, junto con Vasili Piskariov, presidente de la comisión de la Duma sobre la interferencia extranjera, atribuyeron la muerte de Navalni a "Washington", "Bruselas" y a varios críticos del Kremlin en "países hostiles". El líder de Rusia Justa, Serguéi Mirónov, afirmó que la muerte de Navalni fue beneficiosa para "los enemigos de Rusia". Margarita Simonián, editora en jefe de la cadena estatal rusa RT, afirmó en Telegram que "todo el mundo se ha olvidado de él [Navalni] hace tiempo, que no tenía sentido matarlo", ya que era beneficioso "exactamente para las fuerzas opuestas".

### Internacional
Muchos líderes de países occidentales y representantes de grandes organizaciones internacionales formularon acusaciones directas o indirectas contra las autoridades rusas en relación con la muerte de Navalni. Los líderes de países destacados del "Sur Global", junto con la mayoría de los estados postsoviéticos de Asia Central y el Cáucaso, no han emitido reacciones oficiales a la noticia.
El 18 de febrero, la embajadora de Estados Unidos en Rusia, Lynne Tracy, y el embajador del Reino Unido, Nigel Casey, depositaron flores públicamente en honor de Navalni en la Piedra Solovetski de Moscú.

#### Gobiernos
- Argentina: El gobierno argentino llamó a realizar una investigación sobre la muerte de Navalni.[75]
- Australia: El primer ministro Anthony Albanese tuiteó que el país lamentaba la "trágica muerte" de Navalni y calificó el trato recibido como "imperdonable".[76] La ministra de Asuntos Exteriores, Penny Wong, dijo que la "heroica oposición de Navalni a la dictadura represiva e injusta de Putin había inspirado al mundo" y que Australia consideraba al gobierno ruso "el único responsable".[77]
- Bélgica: El primer ministro Alexander De Croo dijo que la muerte de Navalni "subraya una vez más por qué seguimos apoyando a Ucrania" contra la invasión rusa.[78]
- Brasil: el presidente Luiz Inácio Lula da Silva pidió una investigación sobre la muerte de Navalni antes de hacer cualquier acusación de asesinato.[79][80]
- Bulgaria: El primer ministro Nikolai Denkov calificó a Navalni de símbolo de la lucha contra la dictadura en Rusia y enfatizó el valor de la democracia.[81][82] La ministra de Asuntos Exteriores, Mariya Gabriel, expresó su tristeza y elogió el "notable coraje" de Navalni. El presidente Rumen Radev afirmó que “el mundo ha perdido a uno de sus luchadores más destacados por los derechos humanos y la democracia”.[83]
- Canadá: El primer ministro Justin Trudeau dijo que la muerte de Navalni "nos deja a todos aturdidos. Es algo que le recuerda al mundo entero exactamente qué monstruo es Putin. No hay duda de que Alexei Navalni está muerto porque se enfrentó a Putin, se enfrentó al Kremlin. Defendió la libertad, la democracia y el derecho del pueblo ruso a elegir su futuro, y eso era algo que Putin temía profundamente, como debería ser".[84] La ministra de Asuntos Exteriores, Mélanie Joly, tuiteó que Navalni "renunció a su libertad con la esperanza de un futuro mejor y más democrático para el pueblo ruso" y escribió que su muerte representaba un "doloroso recordatorio del continuo régimen opresivo de Putin".[85]
- China: El portavoz del Ministerio de Asuntos Exteriores, Mao Ning, se negó a comentar sobre la muerte de Navalni y la describió como "un asunto interno de Rusia".[86]
- República Checa: El ministro de Asuntos Exteriores, Jan Lipavský, escribió que Rusia estaba "tratando a sus ciudadanos como trata su política exterior" y que se había "convertido en un Estado violento que mata a personas que sueñan con un futuro mejor, como Nemtsov o ahora Navalni - arrestado y torturado hasta la muerte por enfrentarse a Putin".[85]
- Dinamarca: El ministro de Asuntos Exteriores y ex primer ministro, Lars Løkke Rasmussen, afirmó que "Rusia ha perdido a alguien que se atrevió a trabajar por una Rusia diferente", y añadió que el gobierno ruso "era responsable de la salud de Navalni durante su encarcelamiento por motivos políticos".[87]
- Estonia: La primera ministra Kaja Kallas escribió que la muerte de Navalni fue "otro sombrío recordatorio del régimen canalla con el que nos enfrentamos y de por qué Rusia y todos los responsables deben rendir cuentas por cada uno de sus crímenes".[88] El ministro de Asuntos Exteriores, Margus Tsahkna, dijo que la noticia demostraba el "poder cruel, agresivo y destructivo" de Putin.[89]
- Finlandia: el primer ministro Petteri Orpo dijo que la responsabilidad de la muerte de Navalni recaía en los líderes rusos y ofreció sus condolencias a su familia. El presidente Sauli Niinistö también expresó opiniones similares en una publicación en las redes sociales.[90]
- Francia: el presidente Emmanuel Macron escribió: "Saludo la memoria de Alexeï Navalni, su compromiso, su valentía".[45]
- Georgia: la presidenta Salomé Zurabishvili calificó la muerte de Navalni como "una tragedia para todos los defensores de la democracia y los derechos humanos" y expresó sus condolencias por su familia y "aquellos en Rusia que continúan su lucha por la democracia".[48]
- Alemania: El canciller Olaf Scholz dijo que "pagó con su vida su valentía".[91]
- Grecia: el primer ministro Kyriákos Mitsotákis declaró: "Navalny luchó ferozmente por la democracia y se enfrentó a un régimen brutal y autoritario. Un régimen que aseguró que Navalny pagara por su valentía primero con su libertad y ahora con su vida. Nuestros pensamientos están con su familia".[92]
- Irlanda: Taoiseach Leo Varadkar dijo: "Rusia es un Estado profundamente opresivo y cualquiera que desafíe al presidente Putin arriesga su vida". Tánaiste Micheál Martin dijo que la muerte de Navalni "subraya la falta de respeto por el Estado de derecho y la protección de los derechos humanos en Rusia".[93]
- Italia: la primera ministra Giorgia Meloni dijo que la muerte de Navalni era "inquietante" y sirvió como una llamada de atención para el resto del mundo.[85]

- Letonia: el presidente Edgars Rinkēvičs ofreció sus condolencias a la familia y amigos de Navalni y afirmó que Navalni "fue brutalmente asesinado por el Kremlin. Esto es un hecho y es algo que debemos saber sobre la verdadera naturaleza del actual régimen de Rusia".[94][95][74]
- Lituania: el presidente Gitanas Nausėda culpó al gobierno ruso por la muerte de Navalni y pidió acción.[96]
- Moldavia: la presidenta Maia Sandu expresó sus condolencias a la familia de Navalni y a "todos los rusos de mentalidad democrática y aquellos que luchan valientemente por la libertad y la democracia en Rusia y en el extranjero".[45]
- Países Bajos: El primer ministro Mark Rutte dijo que Navalni "luchó por los valores democráticos y contra la corrupción" y pagó "por su lucha contra la muerte mientras estaba detenido en las condiciones más duras e inhumanas".[97]
- Nueva Zelanda: el primer ministro Christopher Luxon dijo que estaba "triste al enterarse" de la muerte de Navalni y lo llamó un "feroz defensor de la libertad y la lucha contra la corrupción".[98]
- Noruega: El ministro de Asuntos Exteriores, Espen Barth Eide, escribió en X: "El gobierno ruso tiene una gran responsabilidad".[85]
- Polonia: el primer ministro Donald Tusk escribió en X: "Alexei, nunca te olvidaremos. Y nunca te perdonaremos".[99]
- Portugal: el ministro de Asuntos Exteriores, João Gomes Cravinho, atribuyó la responsabilidad de la muerte de Navalni a Putin.[100]
- Rumania: el presidente Klaus Iohannis expresó sus condolencias a su familia y amigos en X e instó a las autoridades rusas a realizar una investigación transparente y coherente.[101][102]
- España: El presidente del Gobierno, Pedro Sánchez, expresó sus condolencias a "sus familiares y amigos y a todos aquellos que en Rusia defienden los valores democráticos y pagan el precio más alto por ello".[99]
- Suecia: el primer ministro Ulf Kristersson tuiteó: "Las autoridades rusas, y personalmente el presidente Putin, son responsables de que Alekséi Navalni ya no esté vivo".[103]

- Ucrania: el presidente Volodímir Zelenski culpó a Putin por la muerte de Navalni.[85]
- Reino Unido: el primer ministro Rishi Sunak dijo que Navalni "mostró un coraje increíble a lo largo de su vida" y que su muerte fue una "terrible noticia".[104] El Secretario de Asuntos Exteriores y ex Primer Ministro, David Cameron, dijo que "deberíamos hacer que Putin rinda cuentas por esto" y que "debería haber consecuencias".[105] El gobierno del Reino Unido convocó a diplomáticos de la embajada rusa en Londres para enfatizar su posición de que consideraba a las autoridades rusas "totalmente responsables" de la muerte de Navalni.[106] El 21 de febrero, El Secretario de Asuntos Exteriores, David Cameron, anunció sanciones a seis personas que dirigían la colonia penal donde murió Alekséi Navalni.[107]
- Estados Unidos: el presidente Joe Biden elogió el legado de Navalni, diciendo que "era todo lo que Putin no es. Era valiente, tenía principios, estaba dedicado a construir una Rusia donde existiera el Estado de derecho y donde se aplicara a todos", y, afirmando que responsabiliza a Putin, añadió que no estaba "ni sorprendido sino indignado" por los informes sobre la muerte de Navalni en prisión.[108] El secretario de Estado, Antony Blinken, afirmó que "la fijación y el miedo de un hombre sólo subrayan la debilidad y la podredumbre en el corazón del sistema que construyó Putin. Rusia es responsable de ello".[109] El asesor de Seguridad Nacional, Jake Sullivan, calificó la noticia como "una terrible tragedia".[110] La vicepresidenta Kamala Harris lo calificó como otro ejemplo de la "brutalidad de Putin" y de que "Rusia es responsable".[111]

#### Sanciones
Antes de una reunión de ministros de Asuntos Exteriores de la Unión Europea, la ministra de Asuntos Exteriores alemana, Annalena Baerbock, propuso sanciones adicionales contra Rusia como respuesta directa a la muerte de Navalni. La viuda de Navalni, Yulia Naválnaya, habló en la reunión en Bruselas y pidió más sanciones dirigidas directamente al círculo íntimo de Putin. Josep Borrell, comisario de política exterior de la UE, prometió medidas para responsabilizar a “Vladímir Putin y su régimen”. Borrell también afirmó que la lista de sanciones por derechos humanos podría llevar el nombre de Navalni, en un gesto simbólico de apoyo.

#### Organizaciones intergubernamentales
- Unión Europea: El presidente del Consejo Europeo, Charles Michel, dijo que Navalni "luchó por los valores de la libertad y la democracia" y que "[por] sus ideales, hizo el máximo sacrificio". La presidenta de la Comisión Europea, Ursula von der Leyen, escribió que estaba "profundamente perturbada y entristecida" por la noticia de la muerte de Navalni.[114] En una declaración conjunta, von der Leyen y el vicepresidente Josep Borrell dijeron que la UE haría todo lo posible para responsabilizar a Rusia por su muerte y exigieron la liberación de todos los demás presos políticos.[115] El 29 de febrero de 2024, el pleno del Parlamento Europeo exigió una investigación internacional independiente y transparente sobre las circunstancias que llevaron a la muerte de Alekséi Navalni. Asimismo, por 506 votos a favor, 9 en contra y 32 abstenciones condenaron la muerte de Alekséi Navalni. El documento sostiene que "el Estado ruso, y Vladímir Putin personalmente, tienen responsabilidad penal y política por la muerte (...) del principal opositor al presidente ruso".[116]
- OTAN: El secretario general, Jens Stoltenberg, dijo que estaba “triste y perturbado por los informes provenientes de Rusia” y pidió una investigación sobre la muerte de Navalni.[117]
- Naciones Unidas: El secretario general António Guterres pidió una investigación completa sobre la muerte de Navalni.[118] La portavoz del ACNUDH, Liz Throssell, declaró: "Si alguien muere bajo custodia del Estado, se presupone que el Estado es responsable, una responsabilidad que sólo puede ser refutada mediante una investigación imparcial, exhaustiva y transparente llevada a cabo por una persona independiente".[119] La Relatora Especial de la ONU sobre la Tortura y Otros Tratos o Penas Crueles, Inhumanos o Degradantes, Alice Jill Edwards, dijo que varios expertos independientes de la ONU, incluida ella misma, han instado al gobierno ruso a poner fin a las condiciones punitivas en las que Navalni fue detenido, añadiendo que “Los llamamientos al Kremlin” fueron “ignorados descaradamente” con total “desprecio por la vida humana”.[118] La Relatora Especial de la ONU para la Federación de Rusia, Mariana Katzárova, exigió la liberación de otros presos políticos rusos, entre ellos Vladímir Kará-Murzá, Iliá Yashin y Alekséi Górinov.[120]

#### Líderes de la oposición extranjera
La líder de la oposición bielorrusa, Svetlana Tijanóvskaya, escribió: “Hoy mi corazón está con su familia. Esta tragedia es una prueba más de que, para los dictadores, la vida humana no tiene valor”. El jefe del Partido del Frente Popular de Azerbaiyán, Alí Karimli, afirmó que "el asesinato de [...] Alekséi Navalni es una de las páginas más vergonzosas de la historia rusa" y lo describió como "un hombre muy decidido, talentoso y brillante político ".

#### Organizaciones de derechos humanos
La secretaria general de Amnistía Internacional, Agnès Callamard, pidió a "Naciones Unidas que utilice sus procedimientos y mecanismos especiales para hacer frente a la muerte". La directora ejecutiva de Human Rights Watch, Tirana Hassan, dijo: "Las autoridades rusas tienen toda la responsabilidad por lo que le pasó a Navalni".

#### Público

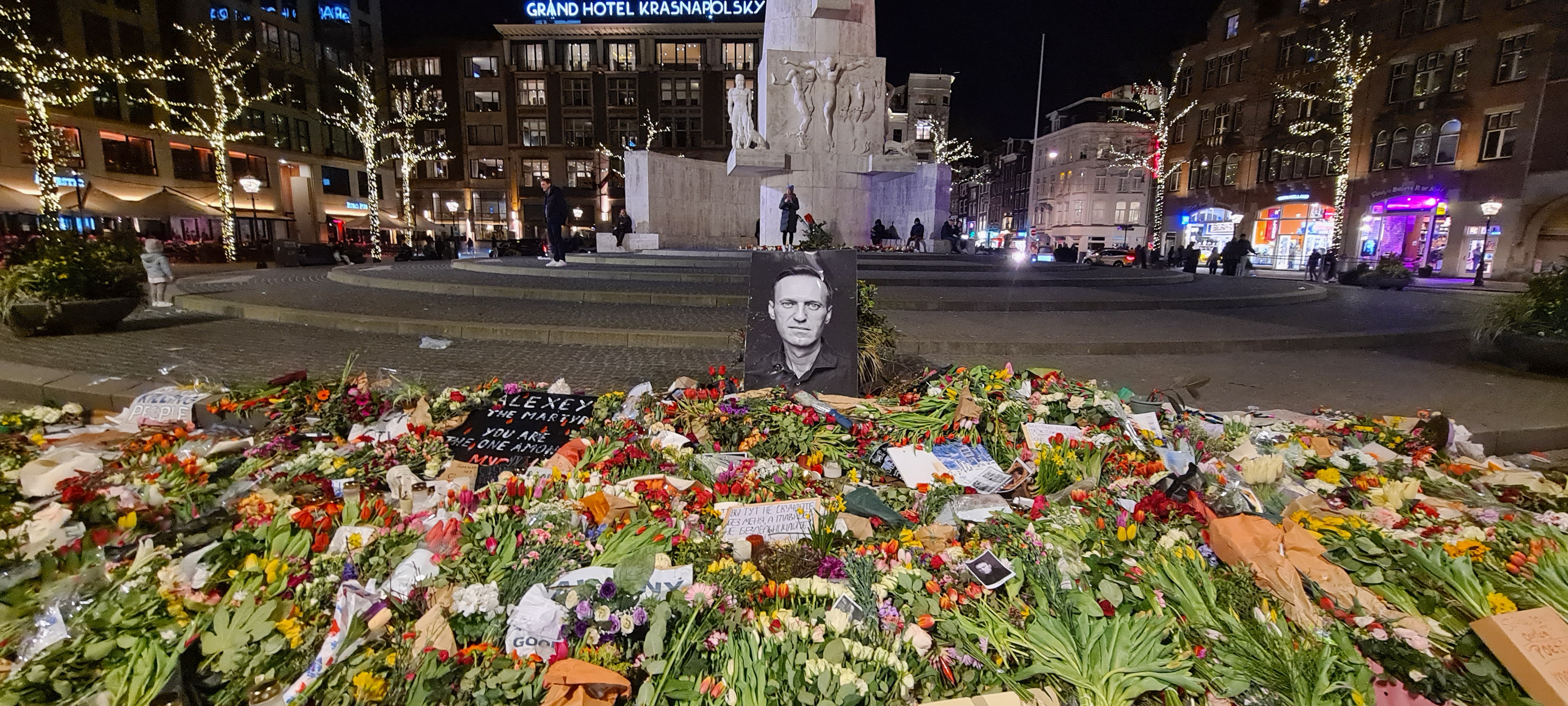
Homenaje a Aleksei Navalni en Ámsterdam.

Se celebraron manifestaciones en honor a Navalni en más de 25 países. En Turquía, la policía detuvo a manifestantes y disolvió las manifestaciones. Al menos otros ocho casos de desmantelamiento de manifestaciones a favor de Navalni fueron reportados en Bielorrusia, Cuba, Francia, Grecia, Italia, Tailandia, Uzbekistán y Vietnam. En Berlín, la policía impidió que una marcha, celebrada por las miembros de Pussy Riot Nadezhda Tolokónnikova y Lucy Shtein, así como por la política opositora exiliada Liubov Sóbol y la ex periodista de los medios estatales rusos Marina Ovsiánnikova, llegara a la Puerta de Brandeburgo después de realizar una protesta ante la embajada rusa.
Los dolientes depositaron flores en honor de Navalni en Tashkent, Uzbekistán, y Almatý, Kazajistán, adonde muchos rusos han huido desde 2022 para evitar la movilización en la invasión rusa de Ucrania.
El 17 de febrero, se inauguró una exposición dedicada a la memoria de Navalni y otros disidentes rusos en la Biblioteca Central Oodi de Helsinki. Un grupo de residentes rusos en Helsinki también organizó una petición para que un parque adyacente a la embajada rusa cambiara su nombre en honor a Navalni.
El comentarista estadounidense Tucker Carlson, que enfrentó críticas por presentar "La entrevista a Vladímir Putin" varios días antes de la muerte de Navalni, dijo al Daily Mail y a The New York Times: "Es horrible lo que le pasó a Navalni. Todo esto es bárbaro. No es decente. Nadie lo defendería".
El 17 de febrero, el cantante irlandés Bono de U2 encabezó a la multitud coreando el nombre de Navalni en el concierto de su banda en Las Vegas, afirmando: "Esta noche, las personas que creen en la libertad deben decir su nombre. No sólo recordarlo, sino decirlo".